# フライング・タイガース

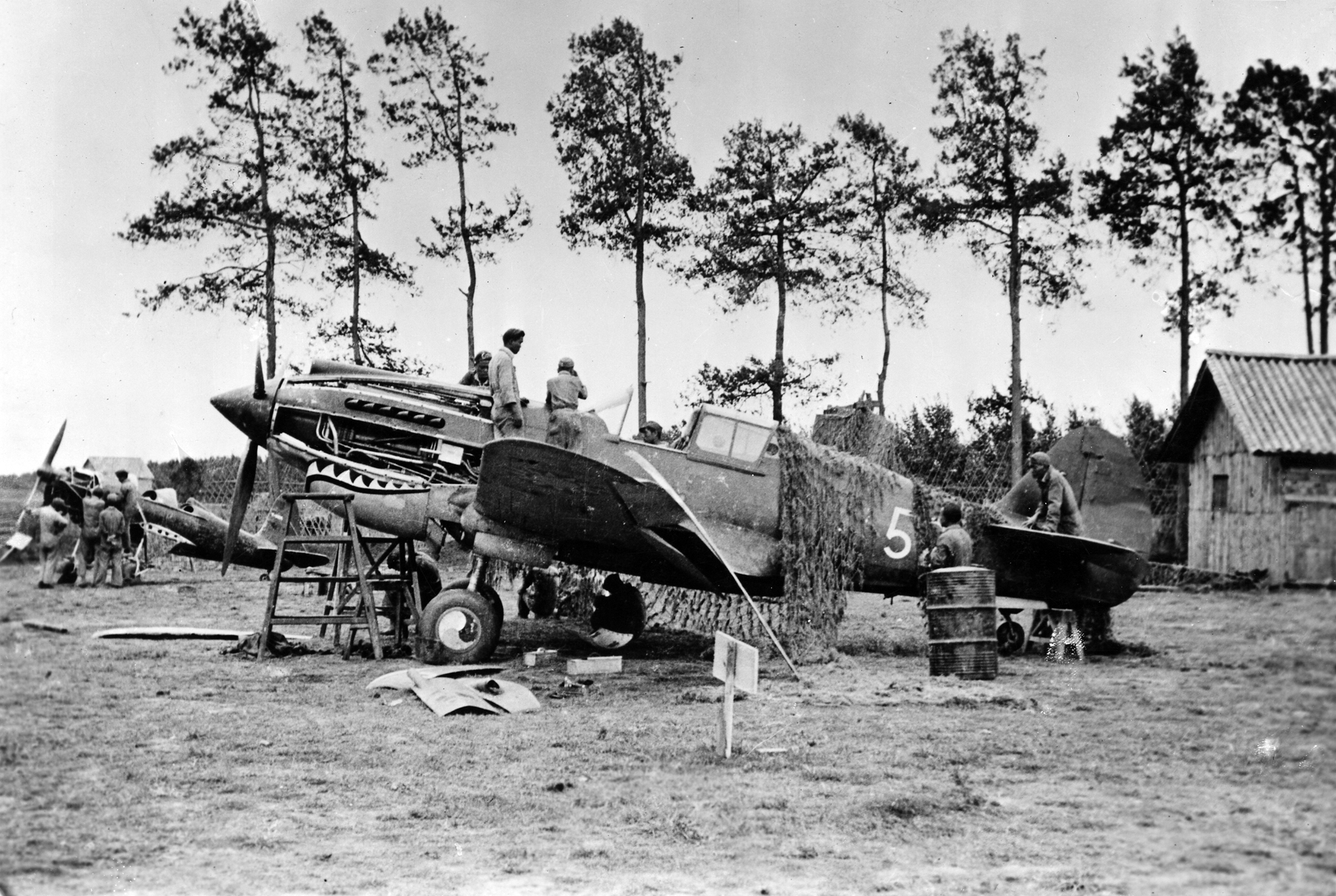
1941年、昆明におけるフライングタイガース

フライングタイガース（ズ）(Flying Tigers、[ˈflaɪɪŋ ˈtaɪɡə(r)z]、簡体字: 飞虎队; 繁体字: 飛虎隊; 拼音: Fēi Hǔ Duì）は日中戦争時に中国国民党軍を支援したアメリカ合衆国義勇軍 (American Volunteer Group; AVG) の愛称である。

## 日中戦争の勃発
1937年の盧溝橋事件から日本と中華民国との間では急激に緊張が高まりつつあった。両国との間では戦闘と交渉が何度も行われたが和平調停は成立せず、第二次上海事変により両国は本格的に戦闘状態（日中戦争）に突入した。戦争は1938年に入るとさらに激しさを増し、日本軍による海上封鎖と航空機による爆撃により中華民国軍の重要な貿易港であったポルトガル領マカオが事実上日本軍の手に渡った。日本軍はさらに中国沿岸の港を全て封鎖し、1938年後半に入ると海上からの一切の補給路の封鎖に成功した。
国民党政府は中国内陸部の 重慶に首都を移動させ抵抗を続けていたが、海上補給路を断たれた後の補給はフランス領インドシナ（=「仏印」、現ベトナム、ラオス、カンボジア）、やイギリス領ビルマ、タイ王国などから陸路と空路で細々としか行えなくなった（この「援蔣ルート（仏印ルート）」を切断するため、日本軍はのちに北部仏印進駐を実施した）。
1939年に入り日本軍の作戦範囲は小規模となったが、その間国民党軍は友好関係にあったソ連製の航空機により日本軍の航空機に僅かに損害を与えていた。しかし爆撃機主体の攻撃だったことや、1940年の秋頃から投入してきた日本軍の新型機零式艦上戦闘機の投入により中国空軍の形勢は一気に不利になり、殆どの戦線で活動を停止。南京陥落後、国民党政府の臨時首都だった重慶にも日本軍の圧力が高まった。

## 空軍参謀クレア・L・シェンノート

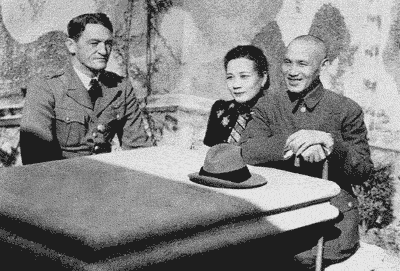
アメリカ陸軍航空隊のシェンノート、中華民国の宋美齢と蔣介石

1930年代後半、蔣介石は自国の軍備が他国に比べて遅れたため、外国の新型兵器を購入、アメリカやドイツから外国人軍事顧問を雇い入れ軍備の近代化を図った。
盧溝橋事件の2ヶ月前に当たる1937年5月1日、アメリカのルイジアナ州出身の陸軍航空隊大尉であったクレア・L・シェンノートは、国民党航空委員会秘書長で蔣介石夫人の宋美齢による呼びかけにより、中華民国空軍の訓練教官・顧問として雇い入れられた。当時48歳であった彼は、健康上の理由等により同年4月30日付けで軍を退役しており、アメリカの民間人として中国に向かった。蔣介石は空戦経験の豊富な彼を航空参謀長の大佐として遇した。月給1000ドル、現代の日本では1200万円に相当した。

## アメリカ合衆国義勇軍 (American Volunteer Group, AVG) の誕生

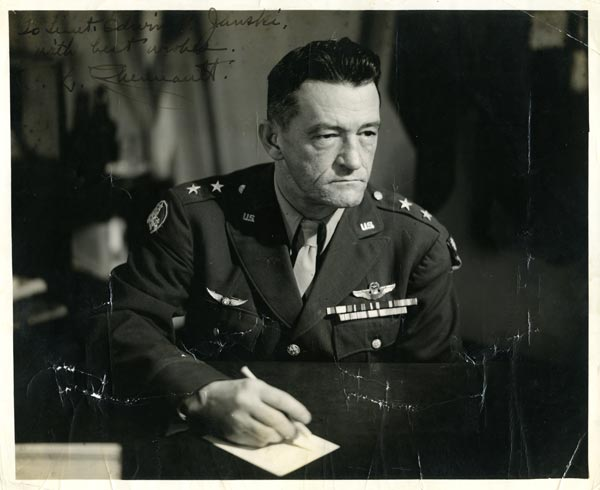
クレア・リー・シェンノート

シェンノートは中国で奉仕するアメリカ人パイロット及び整備士の義勇軍（ボランティアグループ）という構想を打ち出した。この義勇軍に実際に志願したアメリカ人兵士たちは、軍隊から除隊となり、民間軍事請負業者のセントラル・エアクラフト・マニュファクチャリング・カンパニー(CAMCO) に雇用された。
彼らはAVGとしての活動中、以下の待遇が約束された。
- 軍退役後は全メンバーに一時金500ドルを支給
- 中国での軍務の終了後、元の階級での復帰を約束
- 毎月600ドルを全てのパイロットに支給
- 月支給プラス敵機を1機撃墜するごとに500ドルを支給

その結果シェンノートの下にはかつて共に飛んだ「フライング・トラピーズ」（陸軍統括の飛行部隊）の隊員など、それなりの熟練者も入隊した。しかし最終的には隊員の基準は当初よりも落とさざるを得なかった。さらに、「日本軍の飛行機は旧式である」「日本人は眼鏡をかけているから、操縦適性がない」と楽観的な見通しを述べて募集する面接官もいた。さらに募集した隊員の中には操縦未熟練者も多かったために、その後の中国現地にて再訓練に時間を要した。
最終的にAVGのパイロットは39州から海軍50名・陸軍35名・海兵隊15名の合計100名で編成。しかし戦闘機訓練と航空機射撃の訓練を受けてきたパイロットは1/3しかおらず、むしろ爆撃機の経験者が多かった。そこでシェンノートは本国で提唱していたが無視され続けてきた一撃離脱戦法を、隊員たちに徹底的に訓練させた。しかし訓練は非常に厳しく、集まったパイロット40名を含む136名が部隊を去り、最終的にパイロット70名、地上勤務員104名となってしまった。そのため、最終的に半数は現地の中国人から採用して訓練した部隊となった。部隊名は中華民国軍の関係者からは中国故事に習い「飛虎」と名づけ、アメリカや第三国からはワシントンD.C.に置かれた「中国援助オフィス」が設立した「フライングタイガース」の名称で知られるようになる。

## 飛虎の活躍

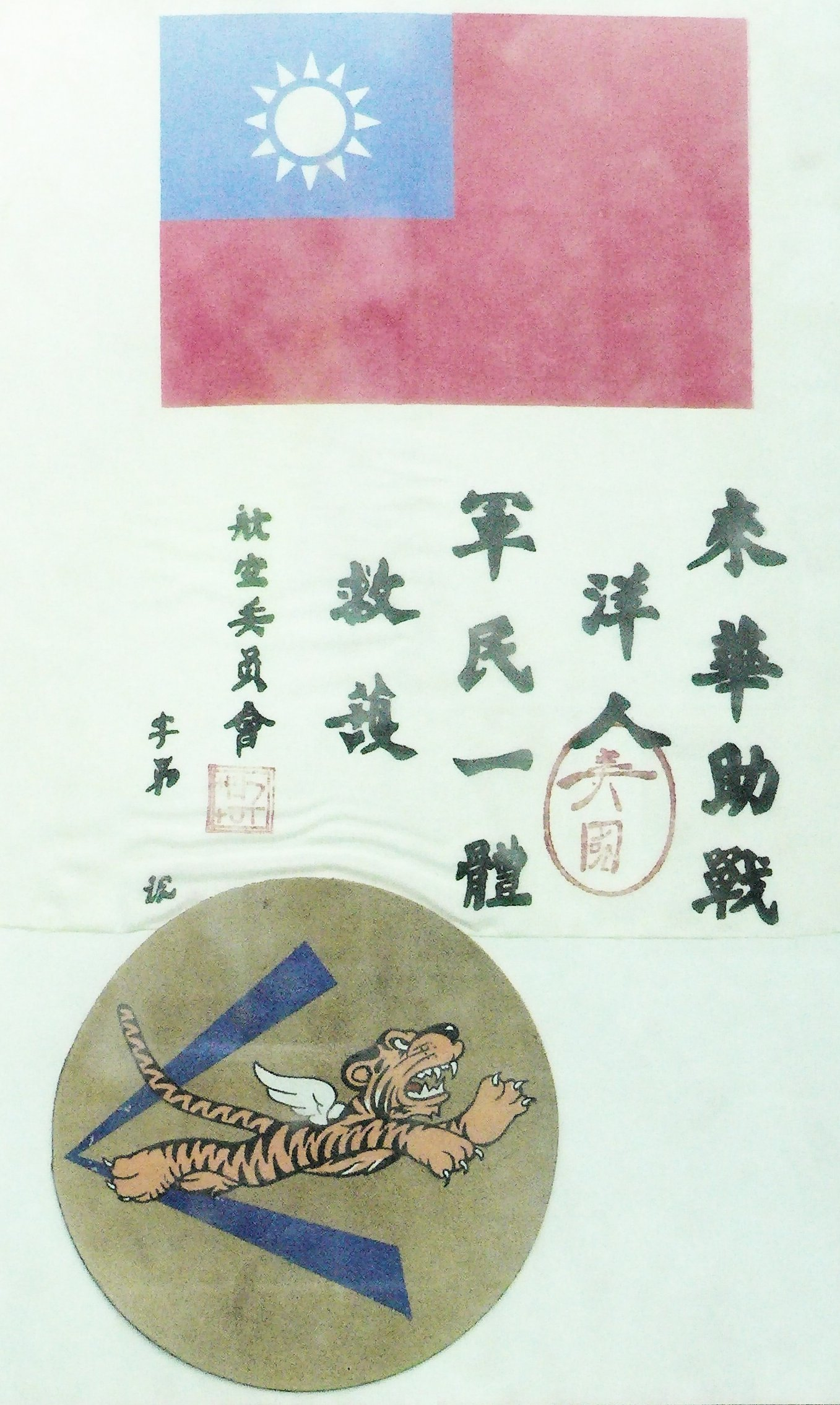
隊員のフライトジャケットの背中に貼人物証明書（上）と部隊章（下）

シェンノートらAVGのメンバーは民間人として、友好国イギリスの植民地のビルマに向け5～6週間かけて渡航、現地にて正式に中華民国軍に入隊。ラングーンの北にあるキェダウ航空基地を借り受け本拠地とした。残りのAVGメンバーも1941年の11月に到着した戦闘機「カーチス P-40C型」の組み立てを始めた。シェンノートはまず部隊全体を3つに分けた。
- 第一戦隊「アダム&イヴ (1st Squadron Adam & Eves)」[7]
- 第二戦隊「パンダ・ベアーズ (2nd Squadron Panda Bears)」
- 第三戦隊「地獄の天使達 (3rd Squadron Hell's Angels)」

AVG隊員ロット全員のフライトジャケット（当時は耐久力のある合成繊維はまだ存在せず革のみ）の背中には中華民国の国旗とともに「来華助戦洋人　軍民一体救護」（この者は中華民国軍を援助するために来た西洋人である、軍・民無関係にこの者を支援すべき）と書かれた認証「ブラッドチット」が縫い付けられた（右図参照）。不時着や撃墜などで帰投できない場合、現地民に救助を願う証票にもなった。
中華民国軍への援助物資の荷揚げ港であるビルマのラングーンと中華民国の首都である重慶を結ぶ3,200kmの援蔣ルート（「ビルマ・ロード」）上空の制空権確保がAVGの目的だった。シェンノートが立案した作戦は「防御追撃戦略」と言われ、敵爆撃機が目標に到着する直前に迎撃機を発進させるもの。しかし後から着任した上官は爆撃機重視の見解であり、戦闘機重視のシェンノートと激しく対立。
中でも中国戦区参謀長スティルウェル陸軍中将はシェンノートに対し、「航空戦力では敵地上軍には損害は与えられない、爆撃機こそが唯一打撃を与えられる物だ、また戦争に勝利するのは塹壕にこもった歩兵である」と豪語、これに対し、「塹壕に篭った歩兵など何処にもいません」と反論した。その後もスティルウェルとシェンノートとの対立は続き、シェンノートが唱える「防御追撃戦略」に対してもほかの戦歴を引用し、否決に追い込もうともさえした。

## カーチスP-40

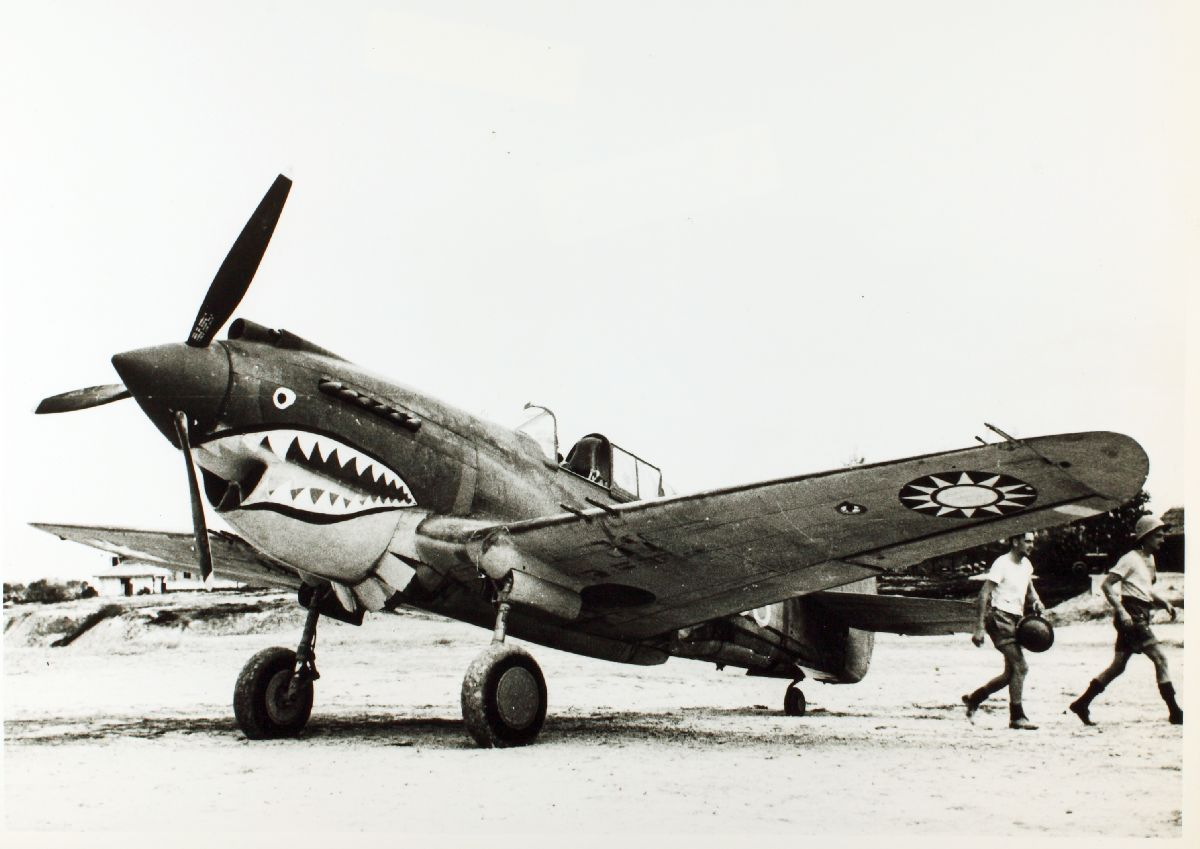
フライングタイガースに所属するP-40Cトマホーク

AVGメンバーが当初使用した機体はカーチス社製「P-40」のC型であった。P-40Cはそれ以前からイギリス軍に供与され「トマホークMk.IIB」の名称で実戦で使われていたが、低速で機動力が乏しく上昇力が悪く、さらに高空での性能が良くないなどの問題点を指摘されていた。このP-40Cをアメリカ軍がAVG向けに大量発注した際には、合衆国委員会が不正調査を行ったほどである。しかし旧式と認識されていたP-40であるが、経験豊富なパイロットにとっては扱いやすく、さらに頑丈で急降下性能に優れた機体でもあった。防弾板と自動防漏燃料タンクは被弾によるダメージを軽減し、多くのパイロットを生還させた。AVGが手にしたP-40Cは、もともとイギリスに供与予定だった機体で、上面2色のイギリス空軍式の迷彩が施されていた。これは当時イギリスが購入を拒否したため、宙に浮いた機体を中国が購入したためである。これらの機体には、部隊到着後に機首の下の部分に北アフリカのイギリス空軍第112中隊に倣った「シャークティース（サメの歯）」をイメージしたペイントが施されており、後部胴体にはウォルト・ディズニー・スタジオのロイ・ウィリアムズによりデザインされた虎に翼が生えた記章が描かれた。さらにコクピット横、あるいは前方には各中隊章が記入された。
シェンノートはP-40では運動性に優れた日本軍の戦闘機を相手に格闘戦では勝てないことを知っていた。そこで敵機より上空から降下し、近距離から射撃を加えた後に一気に離脱、その加速を利用して上昇し、また同じことを繰り返す一撃離脱戦法をAVG隊員に徹底させた。この戦術は常に数的に劣勢であったAVGにとって大変有効な攻撃方法だった。P-40Cの武装は主翼に7.62 mm機銃4挺と機首に12.7 mm機銃2挺が装備され、防御の薄い日本軍機に対しては有効であった。訓練を重ねたAVGは徐々に技量を向上させ、バトル・オブ・ブリテンでエースとなったイギリス軍パイロットの操縦するバッファロー（英第67戦闘機隊）と模擬空戦を行い、勝利する者も現れた。
AVGが使用したP-40Cは計99機で、さらにその後エンジン周りを変更し、武装も主翼に12.7 mm機銃6挺と強化された新型のP-40E（イギリス軍名称「キティホークIA」）が30機追加配備された。P-40は次のF型（イギリス軍名称「キティホークMk.II」）から「ウォーホーク」とアメリカ軍でも呼ばれるようになった。

## 日本軍航空隊との最初の戦闘
その後1941年12月8日に日本とアメリカ、イギリス間で開戦した（太平洋戦争（大東亜戦争））。国民党軍の駆逐を目標に友好国のタイに基地をおいた日本軍は12月20日から盛んに爆撃機を飛ばしていった。この攻撃を防ぐためシェンノートは第一、第二戦隊をキェダウから北の昆明に移動、護衛無しで飛来した独飛82中隊所属の九九式双発軽爆撃機10機と遭遇した。P-40の攻撃に対し、双軽は直ちに爆弾を投棄して待避行動に入った。
結果、AVGは撃墜5機を報じたが、日本側の記録では実際に墜ちたのは第2編隊の3機で、残りの7機への数発の被弾で機上戦死者2名とある。一方、P-40の損失は1機（燃料切れで不時着、部品取り用に回収）のみであった。これは日本陸軍航空隊の中国・ビルマ戦線における初めての作戦失敗となりその後1年の間、この空域への偵察機以外の侵入は無くなった。
シェンノートはその後現地中国人を使い日本軍航空機の早期警戒システムを作りあげた。地上の現地人監視員（ウォッチャー）がもし敵機を見かけたら、無線などで敵機の進行コースなどをAVG司令部に連絡する方式であった。この警戒システムは非常に有効で日本軍が到着する前に正確な作戦を立てることができ、またAVG各部隊は適切な配置で迎撃を行うことができた。しかしビルマ方面ではこのシステムはうまく働かず、基地が日本軍により奇襲を受けた。
1941年の後半に入るとシェンノートは近くのイギリス空軍 (RAF) に対して、イギリス領ビルマの首都ラングーンの防衛目的のために第三戦隊「ヘルズ・エンジェルス」を貸し与え防衛させる。

## 12月の戦闘と加藤隼戦隊との死闘
12月23日のラングーン空襲では、九七重爆60機、九九双軽27機、九七戦30機が来襲。AVGとRAFは計21機の撃墜を主張したが、実際の戦果は8機の重爆のみであった。日本側は計31機撃墜を主張したが実際はP-40が3機とバッファロー4機で、過大に報告していた。その後、ラジオではパーソナリティーの東京ローズがアメリカ人に対し、2日以内に『ラングーンにクリスマスプレゼントを贈る』と放送した。その言葉どおり日本陸軍航空隊は2日前より一式戦闘機「隼」を含む多くの戦闘機、爆撃機を出撃させてきたのに対しAVGは12機のP-40、RAFは16機のバッファローを出撃させ迎撃に当たった。AVG側は前回の戦闘経験から、速度の遅い九七戦を爆撃機から離れた位置におびき出し、その後一気に引き離して爆撃機を襲う戦術を使うことにした。
AVGの報じた戦果は、撃墜確実27機、不確実を含めると36機の戦闘機、爆撃機を撃墜し、一方損害は機体損傷により不時着2機、RAFの損害は被撃墜5機とある。日本側の損害記録では、九七重爆4機と飛行第77戦隊の九七戦3機、第64戦隊の隼1機（機関銃が故障していたが、無理を言って出撃していた）がP-40との空中衝突により墜落、もう1機が被撃墜とある。
日本軍は英米の占領する首都ラングーンにイギリス･アメリカ軍をその後二ヶ月間に渡って爆撃、地上攻撃でラングーンが陥落するとAVGはミンガラドンから北方400kmに位置するマグウェへの撤退作戦を開始した。1942年3月21日、いままで守勢であったAVGは一転攻勢に転じ、RAFと共にミンガラドンに進出した日本軍航空機に対する奇襲攻撃をかけた。これにより約20機の日本軍機が地上にて撃破されたが、逆に日本軍もマグウェへの空襲をかけ、AVGに1機、RAFに17機の損害が発生した。続く翌日の空襲でマグウェは廃墟となり、戦闘力を失った。24日、AVGは昆明にいた第一戦隊のP-40でチェンマイ飛行場に対し反撃を試み、1機を対空砲火で失うも、駐機中の64戦隊の隼3機を炎上撃破、十数機を損傷させた。その後AVGの半数はロイウンに移動、両軍は互いに敵飛行場や地上部隊への攻撃を繰り返し戦果を挙げたが、最終的にAVGは飛行不能となったP-40C 22機に火を放って昆明に撤退した。

## AVGフライングタイガースの解散とその後

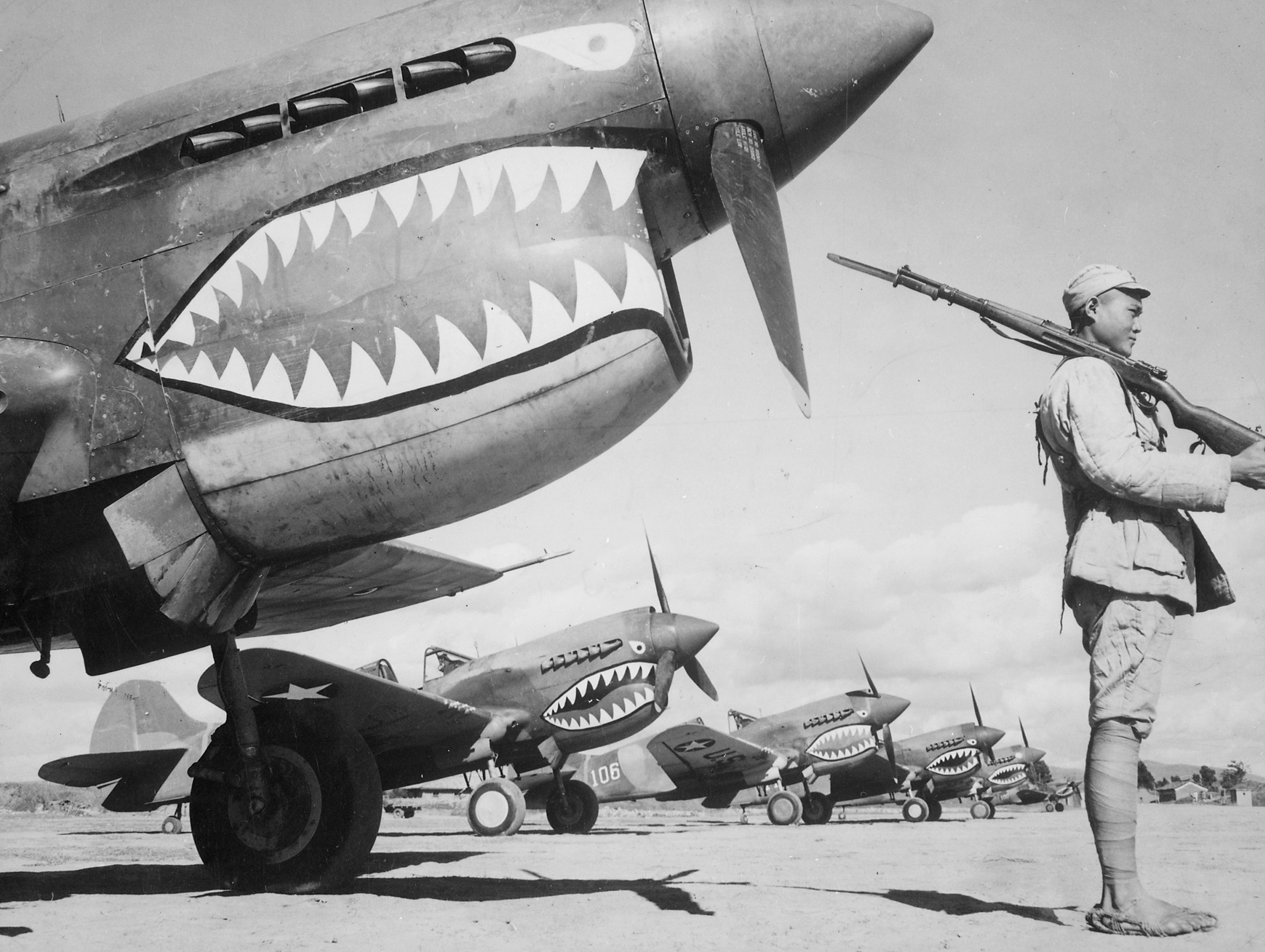
米空軍CATFに編入後の飛虎隊所属機 (P-40K) と、それを護衛する中華民国の兵士。塗装とマーキングはAVG時代のままだが、国籍マークは米軍のものに変わっている

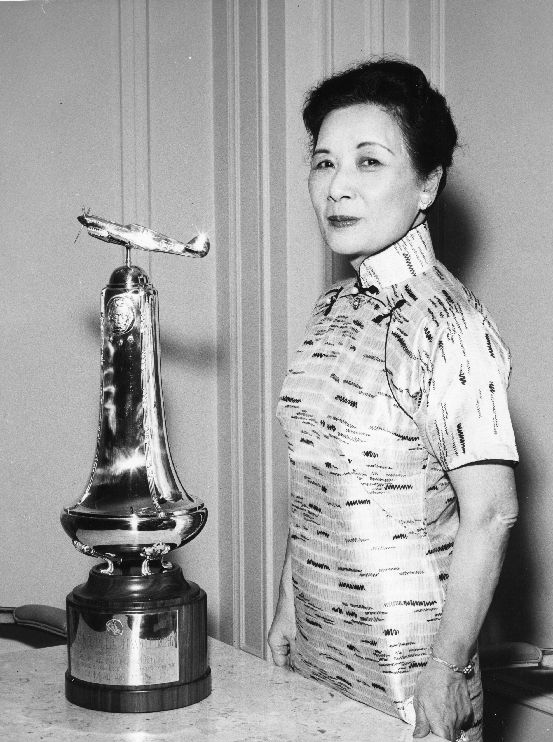
AVGメンバーが記念に撮影した宋美齢。

残存戦力を使い補給線の護衛に徹したが、このころになると各地でアメリカ軍やイギリス軍などの連合国軍を圧倒し、物量で押す日本軍を食い止めることはできなくなっていた。ビルマ・ロードも閉鎖され、とうとう補給線はインドからのヒマラヤ山脈越えの輸送「ハンプ越え」しか残っていなかった。そしてこの輸送機も、日本軍が「辻斬り」と呼ぶ隼戦闘機による襲撃で、しばしば損害を出していた。
正式に日本に宣戦布告したアメリカにとって義勇軍の意味はなく、1942年7月3日、軍はAVGに対して正式に解散命令を出した。解散命令を受託したシェンノートは部隊を解散し残存戦力を中国・ビルマ方面に展開するアメリカ軍第10空軍の部隊で編成された中国空軍機動部隊 (CATF) に編入させた。この7ヶ月間に生き残ったAVGパイロットのうち僅か5名がシェンノートと共にアメリカ陸軍航空軍に復帰、そして残りのメンバーは報奨金を受け取り祖国アメリカに帰るものもいれば、現地に残り輸送機パイロットとして働く者もいた。
AVGフライングタイガースの解散の日、アメリカで自国支持を自ら訴えた蔣介石の夫人である宋美齢はAVGメンバー全員に対し賛辞を送っている。そして彼らを夫人は「フライング・タイガー・エンジェル」と呼んだが、日本と激戦を何年も繰り返して力を削がれていた彼らは国共内戦で破れ、夫人と共に台湾になだれ込んだのであった。

## 戦果
AVGは「数的に常に劣勢であったにもかかわらず、敵機撃墜数は当時の空戦史上最高記録を出した」と報じ、最終的に18名のフライングタイガースのメンバーが5機以上を撃墜（と主張し）エースパイロットとなった。AVGの最終戦果は「日本軍の航空機を296機撃墜し1000名以上のパイロットを戦死させた」とされるが日本側の損失記録では、被撃墜または地上での被撃破115機、戦死約300名とある。
AVGと日本側で数値が食い違っているが、航空戦での戦果報告が現実の3～4倍に誤認されることは、どこの国でも珍しいことではない。特に過大な戦果が報じられたのは、AVG時代の1942年4月28日・ロイウイン迎撃戦における22機撃墜（実際は隼1機を撃墜、空中衝突で1機相打ち）と、CATF時代の1942年11月2日・桂林での空戦における22機撃墜（実際は戦果無し）であった。もっともこれらは単に誤認したというより、時期的に兵が隊を離れるのを防ぐため、あえて戦果の承認を甘くしたのではないかという指摘もある。双方の記録が一致することもあり、6月12日の戦闘では九七式戦闘機8機、九九式双発爆撃機5機、初陣となる二式複座戦闘機「屠龍」3機が10機のP-40と交戦し、九七式戦闘機1機、屠龍3機、爆撃機1機を撃墜し、AVGの損害はなかった。
一連の戦闘の結果、AVG側は、90名のパイロットのうち戦闘中に13名、事故で9名が死亡、3名が捕虜となった。129機のP-40のうち、P-40Cを78機、P-40Eを2機損耗。損失原因は事故によるもの23機、損傷機の処分で22機、空襲により13機、空戦での被撃墜12機、対空砲火による損失10機であった。

## 「貨物航空会社 フライング・タイガース」
大戦終結後の1945年に、元フライング・タイガースの搭乗員などにより貨物航空会社である「ナショナル・スカイ・ウェイフレイト」社が設立され、同社はその後「フライング・タイガース」という社名に改名された。なお、この会社は1990年代まで活動を続け成田国際空港や大阪国際空港、那覇空港などにも多くの定期便を乗り入れていたものの、その後フェデラルエクスプレス社に買収され、その名は消えてしまった。